# Selenocysteïne

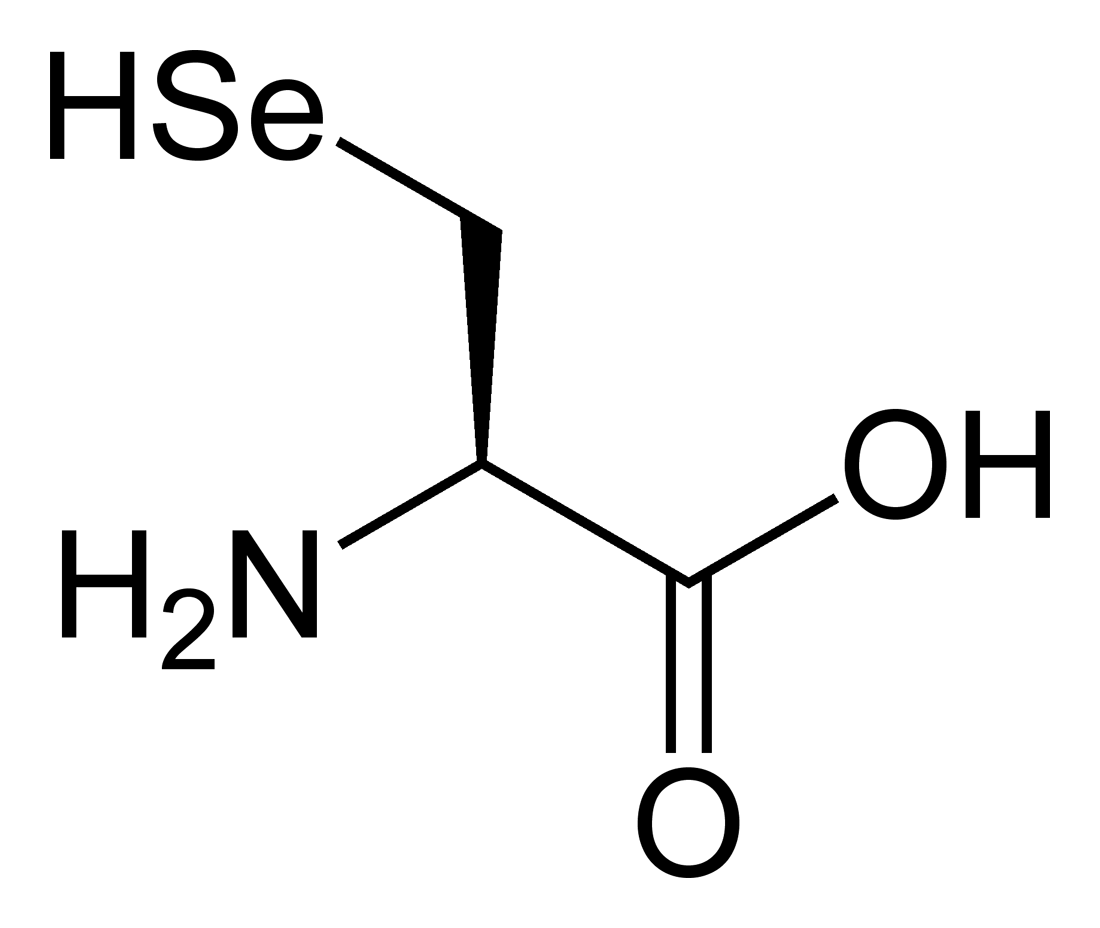

Selenocysteïne, afgekort als Sec of U, in oudere publicaties ook als Se-Cys aangeduid, is het 21e proteïnogeen aminozuur. In alle gebieden van de levende natuur treedt dit aminozuur op als bouwsteen van selenoproteïnes. Sec is een cysteineanalogon waarin een selenium-atoom de plaats heeft ingenomen van het in cysteïne normale zwavel-atoom. Sec komt voor in diverse enzymen. Selenocysteïne is in 1974 voor het eerst beschreven door Theresa Stadtman.

## Structuur
Sec heeft een structuur vergelijkbaar met cysteïne, maar met selenium in plaats van zwavel, waardoor het aminozuur een selenolgroep bevat. Onder fysiologische omstandigheden is de selenolgroep gedeprotoneerd. Proteïnes die één of meer residuen Sec bevatten worden selenoproteïnes genoemd. Enzymen waarbij de katalytische werking op de aanwezigheid van Sec berust worden seleno-enzymen genoemd. De enzymen waarvan de structuur is bepaald, blijken gebruik te maken van katalytische triades waarin Sec dan een belangrijke rol speelt.

## Biologie
Sec heeft zowel een lagere pKa (5,47) als een lagere redoxpotentiaal dan cysteïne. Deze twee eigenschappen maken selenocysteïne zeer geschikt in enzymen die betrokken zijn bij antioxidatie.
Hoewel selenocysteïne in alle planten- en dierenrijken wordt aangetroffen, wil dat niet zeggen dat elke soort Sec in proteïnen of enzymen toepast. In tegenstelling tot andere aminozuren wordt Sec niet zonder meer direct in tripletten gecodeerd in de genetische code. In plaats daarvan wordt Sec op een speciale manier via het codon UGA, normaal gesproken een stopcodon, aangegeven. Deze manier wordt aangeduid met "translational recoding". De opbrengst aan selenoproteïne hangt zowel af van het te synthetiseren proteïne als van "translation initiation factors". Als cellen groeien in een seleniumvrije omgeving dan stopt de translatie van het selenoproteïne bij het UGA-codon, waarmee een ingekort proteïne ontstaat dat niet als enzym werkzaam is. Het UGA-codon codeert voor Sec door de aanwezigheid van een selenocysteíne insertie signaal (SECIS) in het mRNA. Het SECIS bestaat uit een karakteristieke volgorde van nucleotides in combinatie met secondaire base-paringspatronen. De plaats van het SECIS is afhankelijk van het rijk waartoe het organisme behoort. In bacteriën staat het SECIS direct na het UGA-codon. In Archaea en eukaryoten bevindt het SECIS zich in het 3' untranslated region (3' UTR) van het mRNA, waarbij meerdere UGA-codons aangestuurd worden als Sec-code.
Net zoals de codering in het genoom Sec apart zet van andere aminozuren, geldt dat ook voor de aanwezigheid ervan in cellen. Er bevindt zich geen voorraad Sec in cellen: de grote reactiviteit van de stof zou de cel schade berokkenen. In plaats daarvan is er een voorraad H2Se. De biosynthese van Sec vindt plaats aan een speciaal tRNA dat tevens gebruikt wordt tijdens de translatie van het mRNA naar het selenoproteïne. De primaire en secundaire structuur van selenocysteïne-specifiek tRNA, tRNASec, verschilt op een aantal punten van standaard tRNA's, vooral door het bezit van een 8 (bacteriën) of 10 basenparen (eukaryoten) groot anticodon, een lang variabel gedeelte en substituties op een aantal specifieke baseposities. De selenocysteïne tRNA's worden eerst met serine geladen door seryl-tRNA ligase, maar het resulterende Ser-tRNASec wordt niet in de synthese van proteïnen gebruikt omdat het niet herkend wordt door de normale translatie elongatiefactor (EF-Tu in bacteriën, eEF1A in eukaryoten). Het gebonden serylresidu wordt door een pyridoxalphosphaat-bevattend enzym selenocysteïne synthetase omgezet in een Sec-residu. Ten slotte wordt het Sec-tRNASec specifiek gebonden aan een alternatieve translatie elongatiefactor (SelB, mSelB of eEFSec), waarmee het gericht afgeleverd wordt aan het ribosoom dat het selenoproteïne synthetiseert. De specificiteit van het afleveringsmechanisme wordt gerealiseerd door een apart proteïnedeel (in bacteriën SelB) of een extra subunit (SBP2 voor eukaryotisch mSelB/eEFSec) dat speciaal bindt aan het SECIS in de mRNAs voor de selenoproteïne.
Tegenwoordig (2003) zijn er bij de mens 25 proteïnes gevonden waarin Sec voorkomt.
Derivaten van Sec (γ-glutamyl-Se-methylselenocysteïne en Se-methylselenocysteïne) komen van nature voor in planten van de genera Allium en Brassica.

## Toepassingen
Biotechnologische toepassingen van selenocysteïne omvatten het gebruik van 73Se-gelabeled Sec (halveringstijd van 73Se = 7,2 uur) in positronemissietomografie (PET) en 75Se-gelabeled Sec (halveringstijd van 75Se = 118,5 dagen) in kristallografische experimenten met selenoproteïnes. Vaak wordt ook selenomethionine (SeMet) in deze studies betrokken. De stabiele isotoop 77Se heeft een kernspin van 1/2 en kan dus gebruikt worden voor NMRmetingen.